# Nicolas Gilbert

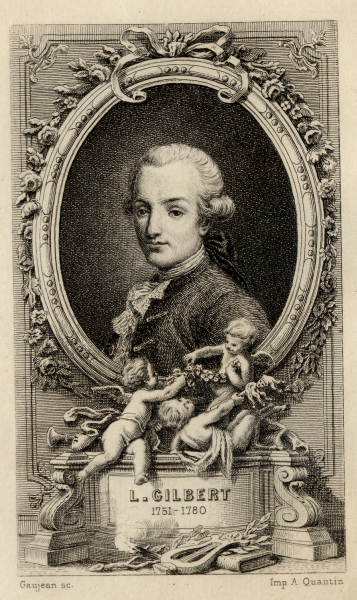
Nicolas Gilbert

Nicolas Joseph Florent Gilbert (Fontenoy-le-Château, 15 december 1750 – Parijs, 16 november 1780) was een Frans dichter uit de 18e eeuw die vooral satires en treurdichten schreef.

## Biografie
Nicolas Gilbert werd geboren in Fontenoy-le-Château (Vosges) op 15 december 1750 in een familie van landbouwers. Zijn vader bezat twee kleine boerderijen en was ook burgemeester van de kleine gemeente. Gilbert studeerde aan het Collège de l’Arc te Dole, waarna hij naar Parijs trok om er zijn geluk als schrijver te beproeven.
Hij werd goed ontvangen door d’Alembert, aangeraden door Mme de Verpillière, de vrouw van de provoost van de handelaars van Lyon. Gilbert schaarde zich echter niet aan de kant van de filosofen, maar voegt zich bij de reactionairen.
Op slechts twintigjarige leeftijd publiceerde hij zijn eerste roman, die onopgemerkt bleef. In 1771 publiceerde hij zijn Début poétique. Hij nam ook deel aan de jaarlijkse wedstrijd van de Académie française met het gedicht Le Poète malheureux ou le Génie aux prises avec la fortune (1772) en een ode aan het Laatste Oordeel (Le Jugement dernier) (1773). Tweemaal greep hij naast de prijs en dit kwam bij Gilbert aan als een vernedering.
Na een verblijf te Nancy, stortte Gilbert zich op de satire en toonde hij zich een waardig opvolger van Juvenalis en Boileau. Hij schreef satirische stukken op Voltaire, Diderot, d’Alembert, La Harpe en veroordeelde scherp het atheïsme, de verloedering van de zeden en de literaire decadentie van zijn tijd.
Gilbert stierf ineen ziekenhuis te Parijs in 1780, te vroeg waarschijnlijk om zich een grote naam te maken. Hij was waanzinnig geworden na een schedelboring, uitgevoerd na een val van een paard, en had een sleuteltje van een kistje ingeslikt dat in zijn slokdarm was blijven steken en zo zijn dood veroorzaakte. Gilbert stierf op het moment dat zijn bestaan als bohemien eindelijk tot een einde was gekomen en hij de bescherming van enkele hooggeplaatste figuren had verkregen.
- Bibliothèque nationale de France: cb12096444g (data)
- Gemeinsame Normdatei: 118129406
- International Standard Name Identifier: 0000 0001 1028 2249
- Library of Congress Control Number: no94030595
- Nationale Bibliotheek van Israël: 987007437319305171
- Nederlandse Thesaurus van Auteursnamen: 073179620
- Istituto Centrale per il Catalogo Unico: SBLV072157
- SNAC: w6rf5zrg
- Système universitaire de documentation: 02931142X
- Virtual International Authority File: 64034470